# Coll de la Redubta
El Coll de la Redubta és una collada del Massís del Canigó, a 871,6 metres d'altitud, en el terme comunal de Montboló, a la comarca del Vallespir, de la Catalunya del Nord.
Està situat a la zona central del terme de Montboló, a la Serra, el contrafort oriental del Canigó que arriba al poble de Montboló passant abans pel Coll de Formentera, que queda al nord-oest.